# Список экорегионов Эсватини
Ниже приведен список экорегионов в Эсватини, о чем свидетельствует Всемирный Фонд дикой природы (ВФП).

## Наземные экорегионы
по основным типам местообитаний

### Тропические и субтропические влажные широколистные леса
- Прибрежные леса Мапуталенда

### Тропические и субтропические луга, саванны и кустарники
- Редколесья Замбези и Мопане

### Горные луга и кустарники
- Горные леса, луга и кустарники Драконовых гор

## Пресноводные экорегионы
по биорегиону

### Замбези
- Низкий велд Замбези

### Южный умеренный
- Южный умеренный Высокий велд